# Hôtel Dőry
L'hôtel Dőry (en hongrois : Dőry-kúria) est un édifice situé à Miskolc.